# Balbisia microphylla
Balbisia microphylla là một loài thực vật có hoa trong họ Vivianiaceae hoặc Francoaceae nghĩa rộng (s. l.). Loài này được Rodolfo Amando Philippi miêu tả khoa học đầu tiên năm 1891 dưới danh pháp Ledocarpon microphyllum. Năm 1896 Karl Friedrich Reiche chuyển nó sang chi Balbisia.

## Phân bố
Loài này được tìm thấy tại miền bắc Chile.